# (1646) Rosseland
(1646) Rosseland – planetoida z pasa głównego asteroid okrążająca Słońce w ciągu 3 lat i 229 dni w średniej odległości 2,36 au. Została odkryta 19 stycznia 1939 roku w Obserwatorium Iso-Heikkilä w Turku przez Yrjö Väisälä. Nazwa planetoidy pochodzi od Sveina Rosselanda (1894-1985), norweskiego astrofizyka. Przed nadaniem nazwy planetoida nosiła oznaczenie tymczasowe (1646) 1939 BG.